# Hièrocles (escriptor)
Hièrocles  (Hierocles, Ἱεροκλῆς), fou un escriptor grec autor d'una obra titulada Φιλίστορες que és una història sobre fets meravellosos d'homes i animals. La seva època és incerta, però posterior a Hièrocles d'Alabanda (que va viure cap a la segona meitat del segle ii aC i principis del segle i aC).